# Бокий, Борис Иванович
Борис Иванович Бокий (11 (23 июля) 1873, Тифлис, Российская империя — 13 марта 1927, Ленинград, СССР) — советский ученый в области горного дела, основоположник аналитических методов проектирования рудников и шахт.
Отец члена-корреспондента Академии Наук СССР, основоположника советской кристаллохимии Георгия Бокия. Брат деятеля органов государственной безопасности Г. И. Бокия.

## Биография
Родился в Тбилиси в семье преподавателя математики И. Д Бокия.
В 1895 году окончил Санкт-Петербургский горный институт. С 1895 по 1906 год работал на шахтах Донбасса, где внедрил новую, сплошную систему разработки, улучшив технологию подземной добычи угля.
С 1906 года — заведующий кафедрой горного дела Санкт-Петербургского горного института, профессор. С 1921 года был ответственным консультантом украинских трестов «Донуголь», «Югосталь» и других, активно участвовал в реконструкции горной промышленности страны. В 20-х годах преподавал в Московской горной академии.
В 1908 году учёный участвовал в расследовании крупной катастрофы, в результате которой на одной из шахт Юзовки погибли 274 человека. Бокий предложил первую практическую схему подземной газификации углей.
В 1924 году стеклографированным изданием вышла работа Бокия «Аналитический курс горного искусства», спустя пять лет появилось посмертное издание этой работы.
Скончался 13 марта 1927 года в Ленинграде (по другим данным — в Крыму). Похоронен на Смоленском православное кладбище.
На здании Горного института, где в 1906—27 гг. жил и работал Бокий, установлена мемориальная доска.